# Discurso sobre misoginia
El discurso sobre misoginia fue un discurso parlamentario pronunciado por la primera ministra australiana, Julia Gillard, el 9 de octubre de 2012, en reacción a que el líder de la oposición Tony Abbott la acusara de sexismo.
«Mirando hacia atrás, creo que [el discurso] fue impulsado por una profunda frustración de que, después de cada cosa sexista dirigida a mí con la cual me he mordido la lengua, ahora me iban a acusar de sexismo, la injusticia de eso. Esa ira lo impulsó».

## Contexto

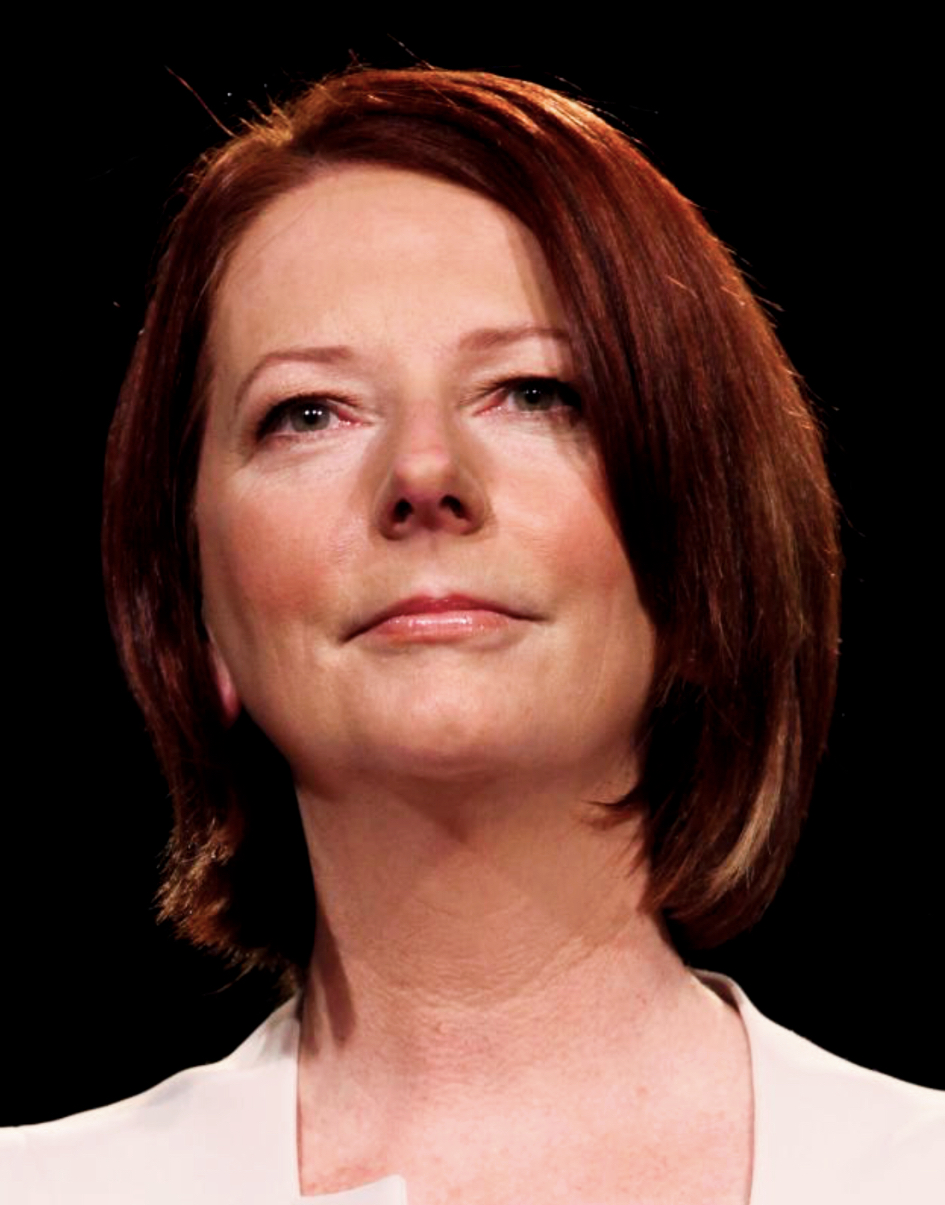
Julia Gillard, primera ministra de Australia.

Durante los meses previos a este discurso, Gillard había sido criticada por parte de los medios de comunicación australianos y algunos miembros del Partido de la Oposición oficial en función de su género, de que no estaba casada, de su vida personal y de que no tenía hijos. Un diputado liberal, Bill Heffernan, dijo que ella no era «apta para el liderazgo porque era deliberadamente estéril« y otra, Sophie Mirabella, dijo «no necesitarás la niñera [del exprimer ministro Kevin Rudd] financiada por los contribuyentes, ¿verdad?», en alusión a la maniobra política de Gillard para destituir a su antecesor.
Gillard también fue criticada por sus acciones como lideresa, según los informes, «caracterizada como indecorosa e indebidamente brutal para una mujer». Más tarde revelaría que también estaba siendo atacada constantemente por su predecesor, Kevin Rudd: «Lo que no debería suceder en política es ser arrastrada por alguien que está en tu propio lado... cuando se le preguntó [a Rudd] si él había estado involucrado en conversaciones que socavaban al Partido Laborista y al gobierno, se negó a responder». También hubo varios casos de «ataques sexistas y de odio de críticos anónimos» y «una plétora de imágenes pornográficas y degradantes de la primera ministra que circularon en sitios web, correos electrónicos y redes sociales».
Su discurso fue parte de la moción de censura para eliminar a Peter Slipper como presidente (speaker de la Cámara) por mensajes de texto groseros y sexistas enviados a su asistente. Abbott afirmó que cada día que Gillard apoyaba a Slipper era «otro día de vergüenza para un gobierno que ya debería haber muerto de vergüenza». Gillard hizo declaraciones en apoyo de Slipper y vinculó la moción de Abbott a los comentarios hechos por Alan Jones en la entonces reciente controversia, donde el locutor dijo que el padre de la primera ministra había muerto de vergüenza debido a las mentiras de su hija. Gillard dijo que «todos los días en todos los sentidos» Abbott era sexista y misógino.
Dentro del discurso, Gillard señaló una serie de declaraciones que Abbott había hecho anteriormente. En una entrevista, el líder de la oposición había declarado: «Si es cierto, Stavros [el entrevistador], que los hombres tienen más poder en general que las mujeres, ¿es eso algo malo?». Cuando otra persona presente en esta entrevista declaró que quería que su hija tuviera tantas oportunidades como su hijo, Abbott respondió: «Sí, estoy completamente de acuerdo, pero ¿y si los hombres están más adaptados por fisiología o temperamento para ejercer la autoridad o dar órdenes?». Gillard también dijo que en marzo de 2004, Abbott declaró, «El aborto es la salida fácil» y que se había parado junto a un letrero que decía: «deshazte de la bruja» en referencia a su papel político.

## Reacciones
«Pensé que era un discurso contundente porque los líderes de la oposición habían bajado la cabeza durante el mismo. Pero no tenía idea de cómo iba a resonar fuera de la cámara parlamentaria. Después, cuando me recliné en mi silla, mi viceprimer ministro, Wayne Swan, tenía una expresión extraña en su rostro y dijo: "No puedes dar ese tipo de discurso de acusación y luego sentarte". Luego, el líder de los asuntos gubernamentales, Anthony Albanese, dijo: "Oh, sentí lástima por Tony Abbott". Cuando salimos del debate y regresé caminando a mi oficina, los teléfonos sonaban y la gente enviaba correos electrónicos. Pero solo durante los días siguientes se informó en todo el mundo», dijo Gillard.
El discurso fue criticado por algunos periodistas australianos, pero atrajo un interés generalizado y una atención positiva en blogs y redes sociales feministas. La expatriada Chloe Angyal escribió para The Guardian que el discurso abordó el «sexismo de frente» y fue un «derribo magistral y justo», y otros periodistas australianos expatriados expresaron opiniones similares. El editor de mujeres del Daily Telegraph dijo que Gillard cambió hábilmente el enfoque de la noticia con «una impresionante serie de insultos». En una semana, el extracto de su discurso en YouTube tuvo un millón de visitas y en 2020 el video de ABC alcanzó 3.4 millones de visitas. El contexto del apoyo del Partido Laborista a Peter Slipper, sin embargo, significó que los comentarios de los periodistas nacionales fueron mucho más críticos, con Michelle Grattan escribiendo «sonaba más desesperado que convincente», Peter Hartcher diciendo que Gillard «eligió defender lo indefendible» y Peter van Onselen que el gobierno tenía «huevos en sus caras». La reacción del público también fue polarizada: los índices de aprobación de Gillard y Abbott mejoraron después del discurso.
Gillard dijo a los medios de comunicación que se le acercaron líderes mundiales que la felicitaron por el discurso en la Reunión Asia-Europa de 2012, incluido el presidente francés François Hollande y la primera ministra danesa Helle Thorning-Schmidt. Dijo que el entonces presidente de Estados Unidos, Barack Obama, también había alabado su discurso cuando ella lo llamó para felicitarlo por su victoria en las elecciones de 2012. Dos años después del discurso, Hillary Clinton dijo que Gillard había «enfrentado un sexismo escandaloso» y que encontró el discurso muy llamativo.

### La respuesta de Abbott

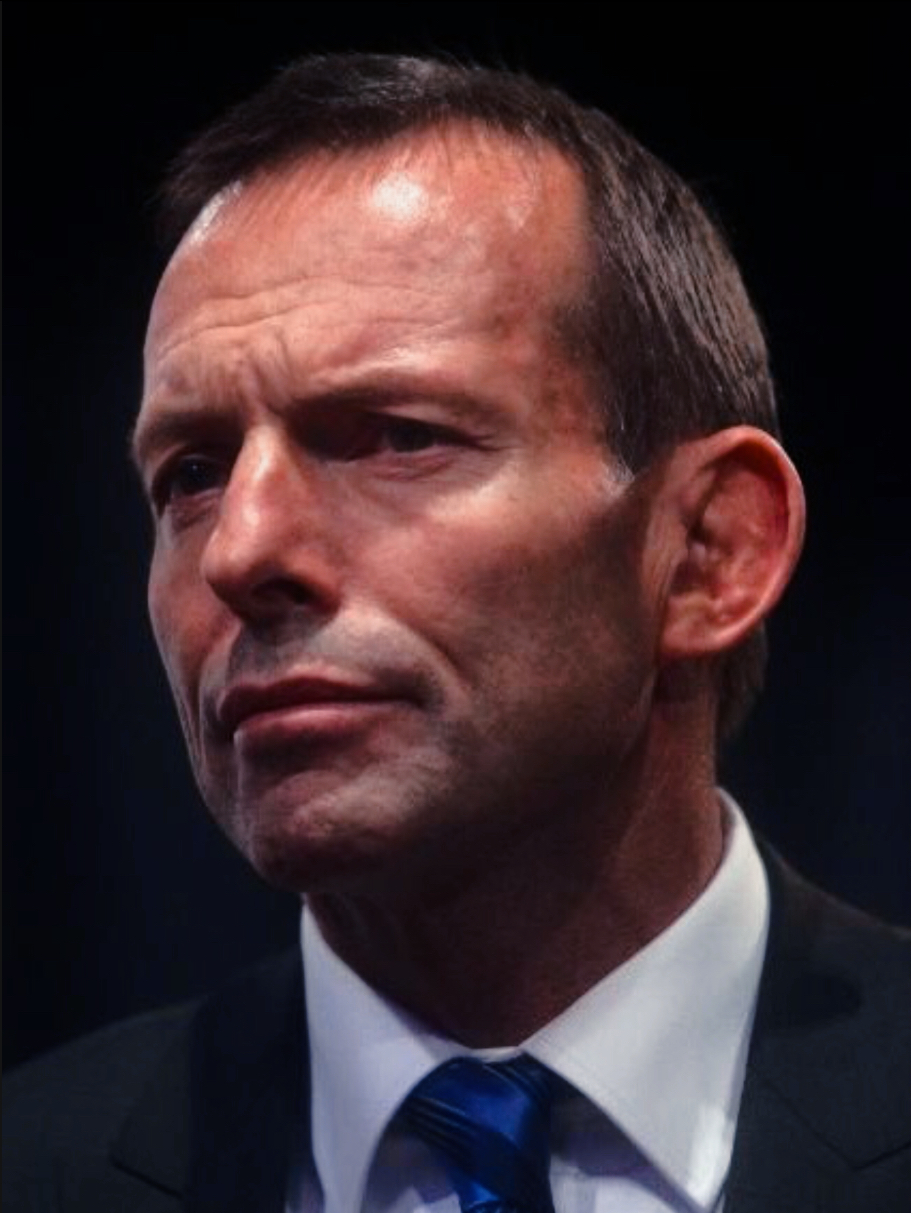
Tony Abbott era el líder de la oposición cuando Gilliard pronunció su discurso.

Annabel Crabb informó sobre el discurso en The Sydney Morning Herald diciendo que «el sexismo está en todas partes en la política; solo hay que contar los ejemplos que han surgido esta semana una vez que todos de repente comenzaron a preocuparse por él». Pensó que «Abbott ha sido culpable de sexismo y, en ocasiones, de un estado de tontería extremo con respecto a las mujeres. ¿Pero un odio profundo e inquebrantable hacia las mujeres, todos los días y en todos los sentidos? No es un caso que yo pueda perseguir», pero también que «podría sentir simpatía por el líder de la oposición, si no hubiera pasado los últimos dos años llamando a la primera ministra una mentirosa empedernida, instintiva y patológica». También informó que un comediante hizo una broma la noche siguiente, sobre Tony Abbott y su jefa de personal, en una cena de la Unión de Construcción, Silvicultura, Minería y Energía a la que asistió un ministro en la Casa del Parlamento de Australia, pero no se presentaron quejas hasta el día siguiente, día en que Julia Gillard reprendió al jefe de la unión.
En septiembre de 2013, antes de las elecciones federales de 2013, Abbott discutió el discurso con Annabel Crabb en su programa de televisión Kitchen Cabinet y dijo: «Fue un discurso muy injusto, pensé, y fue un discurso completamente inválido en términos de respuesta al tema de ese día; era simplemente una cosa inválida para decir. Pero mire, la política es sobre el teatro y en ese momento no pensé que fuera un teatro muy efectivo en absoluto. Pero claramente tocó la fibra sensible en mucha gente que no estaba al tanto del problema que había provocado ese debate parlamentario en particular».

### Comentarios de Gillard
Gillard dijo a Gabrielle Chan de The Guardian: «Pensé que después de todo lo que he experimentado, tengo que escuchar a Tony Abbott sermonearme sobre sexismo», y que fue esto «lo que me dio el comienzo emocional del discurso y una vez que comenzó, tomó vida propia». Además, Gillard sintió que estaba recibiendo «la carga pero ninguno de los beneficios» por ser la primera mujer primera ministra de Australia.

### Percepciones de hipocresía
El discurso de Gillard fue criticado como hipócrita por algunos porque más temprano ese día el Partido Laborista había aprobado una legislación que recortaba los beneficios sociales para las familias monoparentales, casi todas madres solteras. En Overland, Stephanie Convery escribió: «Defender los derechos de las mujeres no se trata solo de llamar al sexismo por lo que es. Se trata de agitar por un cambio específico... No me importa cuántos discursos agudos haga: su gobierno está haciendo la vida para algunas de las mujeres más vulnerables de Australia más difícil de lo que ya es, y no quiero participar de eso». En Crikey, Shakira Hussein escribió: «Julia Gillard no me dará un sermón sobre sexismo o misoginia el mismo día en que haya llevado a tantas mujeres a la pobreza». Muchas madres solteras entrevistadas por Anwen Crawford para Meanjin fueron igualmente críticas con el momento del discurso.

## Consecuencias del discurso
Después de que el discurso de Gillard se volvió viral, el diccionario Macquarie actualizó su definición del término «misoginia». La misoginia, anteriormente definida como «odio a las mujeres» por el diccionario australiano, ahora abarca «prejuicios arraigados contra las mujeres». La directora del Australian National Dictionary Centre en Canberra, Amanda Laugesen, dijo que la definición más amplia tiene una larga historia, y el Oxford English Dictionary original define la misoginia como «odio o disgusto o prejuicio contra las mujeres» e incluye ejemplos que se remontan al siglo XIX.
La filósofa de la Universidad de Cornell nacida en Australia, Kate Manne, utiliza el discurso de Gillard como un ejemplo central y esclarecedor en su libro de 2017 Down Girl: The Logic of Misogyny. En el libro, escribe que el uso de Gillard de la palabra «misoginia» es el uso que ha sido común entre las feministas durante años. El ejemplo del discurso de Gillard sirve para aclarar que la misoginia y el sexismo son conceptos distintos, designando dos ramas del patriarcado: el sexismo sirve para racionalizar y justificar el orden patriarcal, mientras que la misoginia regula y refuerza el orden patriarcal, según Manne.
En un artículo de Forbes de 2019, Gillard dijo que sintió que «ese discurso ayuda a lidiar con esas frustraciones y desbloquea una pequeña sensación de poder. Es posible ponerse de pie y nombrar y avergonzar el sexismo y la misoginia», y que las mujeres a las que llegó el discurso se sintieron conectadas a él porque es similar a cómo desearían responder.
El discurso fue votado por los lectores de The Guardian en 2020 como el momento más inolvidable en la historia de la televisión australiana. Gillard ha expresado su creencia de que el discurso eclipsó otros trabajos en su carrera política: «Estoy reconciliada con eso ahora y entiendo que cuando la gente escriba cosas sobre mí, incluido mi obituario —con suerte en muchos años por venir—, ese discurso aparecerá allí».

### Transcripción y video
- «Transcripción del discurso de Julia Gillard». The Sydney Morning Herald. 10 de octubre de 2012.
- «Gillard califica a Abbott de misógino». ABC News. 8 de octubre de 2012.
- «Grabación de video oficial del Parlamento australiano». Hansard del Parlamento de Australia - El discurso de la primera ministra comienza en el código de tiempo 14:42:00. 9 de octubre de 2012.
- «Página de transcripción oficial del Parlamento australiano». Hansard del Parlamento de Australia. 9 de octubre de 2012.

### Cobertura de medios seleccionada
- Hall, Bianca (26 de julio de 2013). «Julia Gillard surprised by impact of misogyny speech». The Sydney Morning Herald. Archivado desde el original el 23 de agosto de 2013. Consultado el 5 de septiembre de 2013.
- Hepworth, Katherine (14 de octubre de 2012), «Gillard’s misogyny speech looks even better than it reads», The Conversation, archivado desde el original el 2 de julio de 2013, consultado el 5 de septiembre de 2013.
- Maher, Sid (26 de julio de 2013), «Emotional power of misogyny speech was lost on Gillard», The Australian, archivado desde el original el 27 de julio de 2013, consultado el 5 de septiembre de 2013.
- Murphy, Katharine (26 de julio de 2013), «Julia Gillard reveals what she thought when she gave the 'misogyny speech'», The Guardian, archivado desde el original el 23 de agosto de 2013, consultado el 5 de septiembre de 2013.
- Welsh, Caitlin (10 de octubre de 2012), «What the Australian Media missed in Gillard's misogyny speech», The Vine, archivado desde el original el 10 de febrero de 2014, consultado el 6 de septiembre de 2013.
- Yenko, Athena (27 de junio de 2013), «The Irony: PM Julia Gillard Once Feminist Icon for Misogyny Speech, Now Ousted as First Female Prime Minister», International Business Times, archivado desde el original el 24 de octubre de 2013, consultado el 6 de septiembre de 2013.

- Datos: Q17014032